# テレビ愛知 10チャンベースボール
『テレビ愛知 10チャンベースボール』（テレビあいち じゅっチャンベースボール）は、テレビ愛知が日本プロ野球（NPB）の中日ドラゴンズ公式戦のうち、読売ジャイアンツ（巨人）とのビジターゲーム以外の試合を中継する場合のタイトルである。

## 番組概要
テレビ愛知は中日新聞社の資本を受けているが、中日ドラゴンズ主催試合のテレビ中継がCBCテレビと東海テレビ・三重テレビ（3局は共に中日新聞社資本）、並びにNHK名古屋放送局だけしか割り当てられなかったため、試合の中継はビジターの試合限定という形を取っていた。
過去には、三重テレビ（三重テレビナイター）、ぎふチャン（ぎふチャン ダイナミックナイター　非中日新聞社資本なのでビジター戦のみ）にもネットされていたが、テレビ愛知がホームゲームの試合中継を本格的に開始し始めた2001年頃からは、両局で放送されなくなったが、両局ともにドラゴンズ戦は2020年現在も放送している。
かつては『TVAドラゴンズナイター』の題で中継を行っていた。2007年まではカタカナの「サムライスタジアム」であった。2008年から2010年までは、『侍スタジアム』であった。
テレビ愛知の中日戦ホームゲーム中継参入により、テレビ大阪『ナマ虎スタジアム』でも中日ドラゴンズ対阪神タイガース戦の数試合が放送（事実上裏送り）されたり、テレビ愛知・テレビ大阪同時中継の場合がある（放送席等の音声は差し替え）。
2011年度より年数回程度、テレビ東京系列のBSデジタル局であるBSテレ東でも放送される（年度により放送がない場合あり。BSテレ東での放送時間は『ALWAYS Baseball』を参照）。
テレビ東京でも放送される場合、テレビ東京での中継タイトル『ALWAYS Baseball』を使用する。

## 放送体制

### 放送日時
- 2005年までは火曜・土曜のナイター（18:30・19:00・20:00 - 20:54）と土曜・日曜のデーゲーム（14:00 - 16:00）を放送。
- 2006年は火曜日の試合は放送されず、土曜のナイター（18:30・19:00 - 20:54）と土曜・日曜のデーゲーム（14:00 - 16:00）を放送。
- 2007年は火曜・土曜のナイター（18:30・19:00 - 20:54）と木曜のナイターも放送。デーゲームは放送されなかった。
- 2008年は、火曜19:00 - 20:54と土曜18:30または19:00 - 20:54。
- 2009年は、(書きかけ)
- 2010年は、主に火曜19:00 - 20:54と土曜18:30 - 20:54で、1試合だけデーゲーム（日曜14:00 - 16:00）がある。
- 2014年は火曜に組まれる試合（18:57 - 20:54）を放送。
- 2021年は、火曜と木曜18:25 - 20:54で、2試合デーゲーム（14:00 - 16:00）がある。
- 2022年は、火曜18:25 - 20:54で、3試合デーゲーム（14:00 - 16:00）がある。
- 2007年以降、中継後のミニ番組・「GO!GO!ドラゴンズ」で、試合情報を伝える場合がある。

### その他
- 主権試合は火曜・土曜、ビジターの東京ヤクルトスワローズ、福岡ソフトバンクホークス（テレQ制作）戦を土曜に、広島東洋カープ、横浜DeNAベイスターズ戦を日曜デーゲームで放送することが多い。また上記の通り、主催試合の阪神戦をテレビ大阪に裏送りすることがある[4]。
- 2007年以降デーゲームの放送は行われていなかったが、2010年3月28日の対広島東洋カープ戦（ナゴヤドーム）で久々に放送された。
- テレビ東京系列は、火曜と土曜のゴールデンタイムがローカルセールス枠[5] なので、中継はほとんどが火曜日と土曜日のナイターである。火曜日の主催試合は東海テレビが中継する場合が多いので、テレQなどと比べると中継は少ない。極まれに水曜日や木曜日、日曜日にも中継される事もあったが、それらはネットセールスの枠[6]であるため、休止となったレギュラー番組は土曜日などに代替放送されていた。また、デーゲームは編成の都合上、日曜日か月曜日〜金曜日が祝日になった時に限られる。
- 野球中継が土曜日の場合、『土曜スペシャル』は休止。野球中継の日に放送された内容は後日放送するが、関東近郊の場合はなし。
- 中日主管試合[7] が放送される場合はJ SPORTSにも配給されているが、同じように中日主管試合を製作・配給するCBCテレビと東海テレビが地上波とは別の出演者で現地から放送するのとは異なり、テレビ愛知は映像のみを提供（製作クレジットもJ SPORTS・テレビ愛知の連名であるが、2012年からは中日ドラゴンズ・J SPORTSの連名に変わった）している。なお過去は出演者は地上波・CSとも同一人物であったが、現在はJ SPORTS向けは東京のスタジオからカラ出張（オフチューブ）で在京の解説者とフリーアナウンサーが担当することが多いが、東海ラジオの解説者を起用する際には現地放送席からの場合もある。また対巨人戦の場合は衛星波向けがCBCテレビによる別制作でBS-TBS・TBSチャンネルでの放送となることがある。
- ビジターのうち、阪神主管試合は、テレビ大阪では放送せずテレビ愛知にのみ放送する裏送りに近い形態（Tigers-ai配給映像と独自カメラの映像を併用）の試合が放送される場合がある。特に京セラドーム大阪での開催は、2011年に一度、この阪神対中日戦の組み合わせで、テレビ大阪が初めて阪神の主管試合における開幕戦と京セラドーム主管試合の放送を計画していたが、東日本大震災のため日程変更があったため実現しなかった。のちに、2017年の阪神ホーム開幕戦（京セラドーム大阪での対東京ヤクルトスワローズ戦）の放送を行い、テレビ大阪自社での主管開幕カード・京セラドーム開催主管カードの放送が実現した。

## テーマソング
テレビ愛知の中継では、2022年から独自のテーマ曲が使用される事になった。
| 年度   | 曲名     | アーティスト | 備考 |
| ------ | -------- | ------------ | ---- |
| 2022年 | 蒼の鼓動 | May'n        |      |

## 主な出来事

### 2005年
- 3月1日:20:00 - 20:54にオープン戦の対ソフトバンク戦（福岡Yahoo!JAPANドーム）をTVQ九州放送との共同制作として放送。
- 5月7日:19:00 - 20:54に交流戦の対オリックス戦（スカイマークスタジアム）を放送。
- 5月22日:14:05 - 15:54に交流戦の対ロッテ戦（千葉マリンスタジアム）を放送。
- 5月28日:19:00 - 20:54に交流戦の対ソフトバンク戦（福岡Yahoo!JAPANドーム）をTVQ九州放送との共同制作として放送。
- 7月26日:20:00 - 20:54に対横浜戦（山形県野球場）を放送。しかし、放送開始時は既に雨による試合中断中であり、当日のハイライト映像を放送した。20時30分頃に試合再開された。

### 2006年
- 4月15日:19:00 - 20:54に対ヤクルト戦（坊っちゃんスタジアム）を放送予定であったが雨天中止となった。
- 4月22日:13:00 - 14:54に対広島戦（米子市民球場）を放送。
- 5月20日:13:00 - 14:54、21日:14:05 - 15:54に交流戦の対ロッテ戦（千葉マリンスタジアム）を放送。
- 5月27日:18:30 - 20:54に交流戦の対ソフトバンク戦（福岡Yahoo!JAPANドーム）をTVQ九州放送との共同制作として放送。

### 2007年
- 6月2日:18:30 - 20:54に交流戦の対ソフトバンク戦（福岡Yahoo!JAPANドーム）をTVQ九州放送との共同制作として放送。
- 6月16日の交流戦の対日本ハム戦（札幌ドーム）は、テレビ北海道との共同制作となった（テレビ愛知からは、解説の稲葉光雄・ドラゴンズ側ベンチリポート担当アナ・制作スタッフ・サムライスタジアムで使用されるテロップが派遣･提供された模様）。この際、両局の視聴者向けにご当地グルメ（テレビ北海道向けには、テレビ愛知がある名古屋のグルメ。テレビ愛知向けにはテレビ北海道がある札幌のグルメ）がプレゼントされた。
- 2007年は、9月6日にナゴヤドームから「中日対巨人」戦が『全力闘球2007』として放送された。この場合はテレビ東京系列全国放送となったが、ゴールデン枠をテレビ東京系列からのネット受けで大半を占める岐阜放送、並びに中日資本の三重テレビでの放送ネットなし。BSジャパン同時ネット。CSはJ SPORTSで放映した。 
  - その試合は解説者（川崎憲次郎・駒田徳広）・実況担当アナ・巨人サイド担当アナともにテレビ東京から派遣され、東海テレビやCBCテレビのように在名テレビ局主導ではなかった。なおこの試合は、地上波全国放送に先駆けて、同じ出演者でテレビ愛知で18:30から生中継された。その際に、直前に放送されていた「銀魂」内で「キンコンヒルズ」の予告が差し替えられずそのまま放送されたが、テレビ愛知では先述の通り野球が放送されていたので、「キンコンヒルズ」は放送されていない。
- また同様に10月15日のクライマックス・セ第1ステージ「中日対阪神」戦を放送する予定となっていたが、中日が2連勝で巨人との第2ステージ（優勝戦相当）にコマを進めたため、開催されなかった。仮に開催された場合でもぎふチャン、三重テレビでの放送はされていない。更にその第2ステージ・読売ジャイアンツ戦も第5戦（10月22日）があれば、テレビ東京からの中継受けで東京ドームから放映されることになっていた（こちらはぎふチャンでも放映予定があったが三重テレビでは放映予定なし）が、中日3連勝でシリーズに進出したため放映がなかった。
- 2007年の日本シリーズは2年連続で「日本ハム対中日」戦となったが、テレビ東京系列では2試合（第2・5戦）を放映した。第5戦は、テレビ愛知としては開局25年目で初のホームゲームでの日本シリーズを中継することになり（但し試合中継制作はキー局のテレビ東京が担当）、日本一による胴上げも生中継した（これは民間テレビ史上初となる）。

### 2008年
- 2008年は7試合の放映権を獲得、ホームゲームの中継を強化し毎月1試合ペースで5試合を送る。原則ナゴヤドームでの開催分。岐阜メモリアルセンター・長良川球場開催1試合含む。
- 3月29日の広島戦よりハイビジョン制作となったほか、テロップが一新され、2007年までより動く箇所が増えた。
- 4月26日:19:00 - 20:54に対ヤクルト戦（神宮球場）を放送した。
- 6月3日の交流戦の対ロッテ戦（千葉マリンスタジアム）を生中継（19:00 - 20:54）する予定だったが、雨天のため試合中止となった。なお同試合は翌々5日に順延となったが、振替放送はされなかった。
- 9月9日の巨人戦のナゴヤドームの試合も2007年に続いてテレビ東京の制作で18:30からテレビ愛知で放送され、テレビ愛知からは前年に続き中日サイドのリポーターとして高木アナのみ派遣される。

### 2009年
- 2009年は8試合で、ビジターでの試合は4月7日のヤクルト戦（神宮）のみ。他7試合はホームゲーム（うち1試合・5月12日のヤクルト戦は岐阜での開催分）となった。原則毎月1試合ペースだが、4月と8月はそれぞれ2試合送る。なお、9月29日は中日対巨人を送るが、テレビ東京・テレビ東京系列局とBSジャパンでの放送はなし。
- 8月4日の対阪神戦はテレビ大阪との共同制作となった（解説など出演者は別。テレビ愛知制作分には、阪神側のレポーターとしてテレビ大阪の福谷清志アナが担当した）。この事はテレビ大阪に中日主催試合のナゴヤドーム放映権が認められて以降、初となった。
- 9月29日の巨人戦（ナゴヤドーム）はテレビ愛知のローカル放送（他地域はJ SPORTSを視聴することで可能）となり、開局以来初めてナゴヤドームの巨人戦でローカル中継を実施した。

### 2010年
- 2010年は過去2年と比べると14試合と大幅に中継数を増やし、ホームゲーム7試合（うち1試合は長良川での試合）、ビジター7試合（セリーグは横浜の本拠地・横浜スタジアムと、巨人の本拠地・東京ドームを除く全てで最低1試合。交流戦はソフトバンクの本拠地・ヤフードーム、楽天の本拠地・Kスタ宮城、西武の本拠地・西武ドーム以外の球団の本拠地の試合を3試合行う）となった。なおデーゲームは、2010年シーズン初の中継となる3月28日の広島戦（ナゴヤドーム）のみとなる。
- 8月17日の巨人戦は2009年に引き続きテレビ愛知のローカル放送（他地域は2009年に引き続きJSPORTSを視聴することで可能）となった。
- 2010年の日本シリーズ中日対千葉ロッテマリーンズとの試合のうち、第1戦（10月30日）を県内ローカルで放送する。日本シリーズでは原則として全国放送となっているが、野球放送の視聴率低下や中日戦を放送する他系列局（東海テレビ・三重テレビ連合・中部日本放送）での放送枠が確保できなかったこと、またキー局のテレビ東京もネット受けを行わない方針（ただし、土曜スペシャルの枠である土曜日19-20時台はローカルセールス枠であり、地域ごとの差し替えが可能なので系列各局任意で放送する可能性はあった）を取ったことから、テレビ愛知のみで放送することになった。放送時間は18:30-20:56（最大延長21:00）。21時になっても試合が続いたため「出没!アド街ック天国」との2画面同時放送を行った（音声は完全に「アド街」優先で球場音声はなし）。なおテレビ大阪（大阪府）でも放送した。
- またこのシリーズの第6戦（11月6日）が引き分けに終わり、仮に中日が勝つか、双方引き分けで本割りの第7戦でも優勝が決まらない場合の第8戦（11月8日）もテレビ愛知が放映権を得て、テレビ東京制作・テレビ愛知協力による全国放送が行われることが急遽決定し、第7戦までで3勝3敗1分けとなった場合は必然的に2007年第5戦以来の「優勝決定戦」の放送となるはずだったが、ロッテが勝ったため実現しなかった。

### 2011年
- 放送試合数は12試合（4・6月は放送なし）で、ナゴヤドームからの主管試合の放送が8試合ある（特に8月に放送される5試合は全てナゴヤドームの主管試合になった）。
- 交流戦の放送は5月31日のソフトバンク戦のみ。デーゲームの中継がなく、基本的に火曜と土曜ナイターのみとなった。
- この年は中継の進行アシスタントとして2名の女性タレント（火曜日「火ドラ」=久保順子、土曜日「土ドラ」=坂井裕美）が加わる。
- 8月16日の巨人戦（ナゴヤドーム）は解説：野村克也・立浪和義、実況：植草朋樹（テレビ東京アナウンサー）でテレビ愛知・テレビ東京[8] でネットされた。放送時の名称は｢2011プロ野球」だったが、テレビ愛知側の案内では「もっと!LIVE2011」となっていた。
- 8月2日と10月4日の放送では、副音声で「つぶやきナイター」を実施。つぶやきシローをゲストに迎え、ツイッターで応援メッセージを募集するというものであった。副音声を行った場所は2日間ともに内野席スタンドで座って行うというものであり、放送中でありながら売り子から飲食を買うなど、終始フリーダムな状態となった。また10月4日の放送では7回に副音声が主音声に紹介された際、主音声で解説を行っていた立浪和義につぶやきが統一球とWBC日本代表の出場問題に関して質問する場面があり、立浪がつぶやきからの突然の質問に戸惑いながらも答えていた。
- 8月30日の中継はBSジャパンでも同時ネットされた。
- 11月5日クライマックスシリーズ・ファイナルの中日主管試合放映権取得。中日対巨人であれば全国放送（テレビ東京のみ、21時以後臨時編成チャンネル077chでのマルチチャンネル編成実施　テレビ愛知での実施は未定だった）となる予定だったが、中日対ヤクルトとなったためテレビ愛知ローカル（マルチ編成無し）で中継が行われた[9]。

### 2012年
- 放送試合数は13試合。特に火曜日のナイターを11試合「火ドラナイト」と銘打って放送する。
- 内訳は火曜日のナイターのうち、ナゴヤドームのホームゲームが5試合。神宮、甲子園、京セラ、マツダ、交流戦の西武ドーム、Kスタ宮城でのビジターゲームを1試合ずつ放送。また、土曜ナイターと日曜デーゲーム（ともにナゴヤドーム）を各1試合放送。
- 4月24日（火）のヤクルト戦副音声と、5月22日（火）楽天戦、6月5日（火）西武戦（共にビジター）では改野由佳がテレビ愛知の女性アナウンサーとして初めてプロ野球実況に挑戦する。
- 5月22日（火）は楽天対中日戦をテレビ愛知特設スタジオより、現地からの映像を見ながら、改野とゲスト解説の野村克也の解説をスタジオに招待した女性ファン50人と楽しむという趣向が取り入れられた。試合は当初予定通り開催されるも、屋外球場の日本製紙クリネックススタジアム宮城ということもあり、放送開始直前に雨天中断、開始10分後にノーゲームが宣告され、その後20分間は改野司会・ゲスト野村によるトークショー、それ以降は過去の特番が再放送される、という変則的な編成であった。5月24日の代替試合は編成の都合上放送されないため、改野の主音声での実況デビューは6月5日（火）の西武戦となった。
- 6月5日（火）は西武対中日戦をテレビ愛知特設スタジオより、現地からの映像を見ながら、改野とゲスト解説の田尾安志の解説をスタジオに招待した女性ファン50人と楽しむという趣向が取り入れられた。
- 6月26日（火）の阪神戦は副音声にZIP-FMの当該時間帯の番組「RADIO KICK」とのコラボレーション放送を行い、ラジオのスタジオにテレビカメラを入れて両局間でのクロストークを行った[10]。
- 7月17日（火）はマツダスタジアムから広島対中日を放送。副音声としてザ・ローリング・ストーンズの楽曲をノンストップでかける「ザ・ローリング・ストーンズ特集」を放送。
- 8月21日（火）京セラドームの阪神対中日戦で全13球場から放送をしたことになる。
- 9月18日（火）の中日対巨人戦を[11]愛知ローカルで放送。CSは本来であればJ SPORTSに向けてテレビ愛知提供の映像を配信するが、都合により生中継を行わず（代わってフジテレビONEが配信したが、テレビ愛知・J SPORTS製作のフォーマットをそのまま踏襲して放送を行った<字幕の「野球好き」の箇所は空欄になっていた>。なおJ SPORTSでは翌日19日朝に録画中継を実施）。BSはBSジャパンでは放送せず、NHK BS1で放送された。

### 2013年
- 放送試合数は13（うち、ホーム8＜岐阜1を含む＞、ビジター5）。最初の3月30日開催の対DeNA戦だけがデーゲーム（14時試合開始）で、残りの12試合は全部ナイターとなっており「テレビ愛知10チャンナイター」として放送される。
- 副音声では前年行って好評だった「ミュージックスタジアム」を定例化し、毎回あるアーティスト、あるいはある時勢に応じた楽曲をテーマとしてテレビ愛知が選定した100曲をリスト化。その中から視聴者が特に聞いてみたい曲を10曲（必須）選んでリクエストしてもらい、その上位の楽曲を副音声の中継中に放送するというものである。なお屋外球場で行われる試合で雨天などの不可抗力により中止となった場合はその副音声放送も中止となり、その時に取り上げる音楽は後日に回される。
- 4月16日にはヤクルト対中日戦を放送するが、テレビ東京で放送される「開運!なんでも鑑定団スペシャル」に関しては後日放送となる。

### 2014年
- 2014年度の放送数は10試合（ホーム8＜岐阜1含む＞、ビジター2）。最初の3月30日（日曜日）の広島戦が前年と同じデーゲーム（14時開始）である以外はすべてナイターである。曜日別では日曜デーゲーム、土曜ナイターが1試合ずつある以外はすべて火曜ナイターとなった。またビジターの試合は5月の日本ハム戦、8月の阪神戦（京セラドーム大阪。テレビ大阪では放送がないため制作・技術協力のみ）の2試合だけになった。
- 対巨人戦は、2試合が編成上の都合からBSジャパン・J SPORTSでの放送とならず、CBCテレビ制作によるBS-TBS・TBSチャンネルでの放送となった。

### 2015年
- 2015年度の放送は8試合（ホーム6＜浜松、岐阜各1を含む＞、ビジター2）。7-9月には「中日対阪神」を3試合集中して放送（7月28日と9月5日がナゴヤドームでの主管試合、8月11日が京セラドーム大阪でのビジター）される。5月31日のビジター・日本ハム戦のみ日曜日のデーゲームであるが、それ以外はナイター（火曜5、土曜2）でほぼ前年並みとなった。

### 2016年
- 2016年は、6月・7月のホームゲーム3試合だけ（6月14日のロッテ戦のみ岐阜で開催。残りの2試合は7月3日の阪神戦〈デーゲーム〉、7月26日のDeNA戦）であった。
- 7月3日（江本孟紀・山崎武司）と7月26日（江本孟紀・立浪和義）の中継では、解説者のみで進行した。同年6月までスポーツ実況を担当していたアナウンサー（中本克樹・高木大介）が、同月30日の人事異動でアナウンス職を離れたことによる。

### 2017年
- 中日のホームゲームは4試合（阪神戦、岐阜でのDeNA戦、広島戦、巨人戦を各1試合）を放送。
- 2016年6月の人事異動を境に、テレビ愛知から現役のスポーツアナウンサーがいなくなった。このような事情から、「おとなのプロ野球ファンに向けた実況解説」と称して、解説者2人だけで中継を進行する体制を継続した。

### 2018年
- 中日ホームゲームは4試合（DeNA、阪神、広島、巨人戦各1試合）と、楽天生命パークでの楽天との交流戦1試合を中継。2人の解説者が中継に出演する体制を維持したまま、2017年4月に岡山放送からテレビ愛知へ移籍した岡田愛マリーアナウンサーを進行役に起用。視聴者からの質問やメッセージを伝える役割や、中継に関する情報を紹介する役割を担った。この年はテレビ愛知開局35周年でもあったことから、開局記念日の9月1日には、「開局記念スペシャル中継」としてナゴヤドームの巨人戦中継を実施。蛭子能収・田中直樹・村上佳菜子をゲストに迎えた。

### 2019年
- 中日のホームゲーム5試合（ヤクルト戦を2試合、巨人戦・阪神戦・交流戦の西武戦を各1試合）、ビジターゲーム3試合（DeNA戦を2試合、交流戦のオリックス戦を1試合）の合計8試合を放送[12]。シーズン最初の中継に当たる3月30日の対DeNA戦（横浜スタジアム）では、フリーアナウンサーの石原敬士を実況担当へ起用する一方で、江本・立浪も解説専任で出演した。実況と解説の役割を別々の人物が担う中継は、2016年6月14日のロッテ戦（岐阜）以来で、以降の中継でも続けられている。
- ナゴヤドームからのホームゲーム中継では、5月5日の対ヤクルト戦を皮切りに、村上和宏（東海ラジオ放送のスポーツアナウンサー）が『東海ラジオ　ガッツナイター』との兼務で中日側のベンチリポーターを担当した（詳細後述）。
- 6月18日（火曜日）の対西武ナイトゲーム（ナゴヤドーム）中継（実況：石原、解説：田尾安志・立浪）では、基本の放送枠を18:30 - 20:54に設定したうえで、延長オプションにマルチチャンネル編成を採用。実際に20:54の時点で当該試合が続いていたため、20:54以降は、サブチャンネルの1つ（チャンネル番号102）で試合終了まで中継を続けた（101/103/ワンセグ放送ではテレビ東京制作のレギュラー番組『開運!なんでも鑑定団』を同時放送）。日本国内の地上波民放テレビ局によるNPBの公式戦中継では、テレビ愛知と同じテレビ東京系列局のテレビ大阪が（地上デジタル放送完全移行後の）2012年5月から上記の条件でマルチチャンネル編成を定期的に実施しているが、テレビ愛知での中継では初めての採用であった[13]。

### 2020年
- 解説陣に井端弘和・森野将彦が加入。前年から実況・ベンチリポートの体制を踏襲したほか、火曜日のナイトゲーム中継におけるマルチチャンネル編成も継続したが、中継のカードによっては、村上以外の東海ラジオアナウンサー（森貴俊など）もリポーターを務めるようになった。
- 公式戦では、中日ホームゲーム6試合および、開幕第3戦であるビジターゲーム1試合（明治神宮野球場での対ヤクルト戦）を中継。ただし、年頭からの新型コロナウイルスへの感染拡大の影響で3月20日に予定されていた開幕が6月19日にまで延期されたため、3月31日にはヤクルトとの練習試合（神宮球場）も中継した。
- 9月10日の対巨人ナイトゲームでは、木曜日としては久々に中継枠を組んだ（放送時間は18：25 - 20：58）。

### 2021年
- 中日のホームゲーム6試合（対巨人戦・対DeNA戦を2試合、対ヤクルト戦・対阪神戦を各1試合）を放送。ベンチリポートの体制を前年から踏襲した一方で、テレビ愛知の現職アナウンサーからおよそ5シーズン振りに、石井俊大が実況陣へ加わった。
- 中継の曜日は火曜日（ナイトゲーム3試合・祝日のデーゲーム1試合）・木曜日（ナイトゲーム1試合）・土曜日〈デーゲーム1試合〉で、放送時間は、ナイトゲーム4試合が18：25 - 20：54[14]、デーゲーム2試合が14：00 - 16：00。火曜日のナイトゲーム中継でマルチチャンネル編成を継続したほか、5月4日（火曜日：みどりの日）の中日対DeNAデーゲーム中継でもマルチチャンネル編成を導入した[15]。
- シーズン最後の中継カードであった9月28日の対巨人戦（ナゴヤドーム）では、中京ローカル向けに2部構成（第1部＝17:25 - 17:55／第2部＝18:25 - 20:54）で放送。石井が初めて実況を任された[16]（解説・立浪、岩瀬仁紀）[17]。BSテレ東でも、17:58 - 20:49の時間帯で全国向けに並列放送を実施（172チャンネルで最大22:55まで放送する延長オプション付きのマルチチャンネル編成）。地上波では『テレビ愛知 10チャンベースボール』名義[18]、衛星波ではテレビ東京・BSテレ東（共同制作扱い）による『ALWAYS Baseball』名義（解説：中畑清・川崎宗則・里崎智也、実況・植草朋樹、副音声はドーム内の音声だけを放送〉[19][20]）とJ SPORTSによる『J SPORTS STADIUM』名義（解説：多村仁志、実況：節丸裕一）で別々に中継を制作した[21] ため、スコアの表示仕様も中継ごとに異なっていた。なおこれ以降の中継でも上述の中継体制にて放送している。

### 2022年
- 中日のホームゲーム6試合[22]（対阪神戦を2試合、対広島戦・対DeNA戦・対巨人戦・対楽天戦を各1試合）・ビジターゲーム1試合（交流戦の日本ハム戦）を放送予定。
- 中継の曜日は火曜日（ナイトゲーム3試合）・木曜日（ナイトゲーム1試合）・土曜日（デーゲーム1試合）・日曜日〈デーゲーム2試合〉で、放送時間は、ナイトゲーム4試合が18：25 - 20：54[23]、デーゲーム3試合が14：00 - 16：00。
- 追加された6月2日の対楽天戦は、木曜日としては2年ぶりに中継枠を組んだ（メインチャンネルの放送時間は18：25 - 21：48[24]）。当初は山崎武司が出演予定だったが、急遽宇野勝が代役で出演している。

### 2023年
- 中日のホームゲーム6試合（対巨人戦・対DeNA戦を各2試合ずつ、対ヤクルト戦・対ロッテ戦各1試合）を放送予定。
- 中継の曜日は火曜日（ナイトゲーム2試合）・木曜日（ナイトゲーム1試合）・土曜日（デーゲーム1試合）・日曜日〈デーゲーム2試合〉で、メインチャンネルの放送時間は、火曜日が18：25 - 20：54、土曜日が13：55 - 16：00、日曜日が14：00 - 16：00。
- 4月6日の対ヤクルト戦では、メインチャンネルの放送枠を17：30 - 20：48に設定したうえで、終了後の20：48以降は、サブチャンネルの1つ（チャンネル番号102）で延長した（101/103/ワンセグ放送では愛知県警密着24時を放送）。また、試合の開始前にはテレビ愛知の開局40周年記念としてテーマソング「蒼の鼓動」を歌うMay'nのミニLIVE[25]とこの試合で解説を担当した岩瀬仁紀・福留孝介による始球式も行われた
- 6月13日の対ロッテ戦では、メインチャンネルの放送枠を17：50 - 20：54に設定したうえで、終了後の20：54以降は、サブチャンネルの1つ（チャンネル番号102）で延長する予定だったが、試合が早く終了した為行わなかった。

### 2024年
- 中日のホームゲーム6試合（対ヤクルト戦を3試合、対巨人戦・対ソフトバンク戦・対楽天戦を各1試合）・ビジターゲーム1試合（対ヤクルト戦）を放送予定。
- 中継の曜日は火曜日（ナイトゲーム3試合）・木曜日（ナイトゲーム1試合）・日曜日〈デーゲーム3試合〉で、メインチャンネルの放送時間は、平日が17：50 - 20：54、日曜日3試合が13：30 - 16：00[26]。

### 2025年
- 中日のホームゲーム6試合（対巨人戦・対DeNA戦を各2試合、対オリックス戦・対阪神戦を各1試合）を放送予定。

## 解説者

### 現在（2023年）の解説者
レギュラー解説者は不在で、他局と契約している以下の解説者を、中継のたびにゲスト扱いで出演させている。
ゲスト解説者
- 山崎武司（2014年から解説者に就任。日本テレビ・フジテレビ・東海テレビなどの中継でも解説している）
- 岩瀬仁紀（元中日投手で、2019年から解説者に就任。CBCテレビ・CBCラジオ・東海テレビ・NHK名古屋放送局・中京テレビ・サンテレビなどの中継でも解説している）
- 森繁和（西武ライオンズの投手から中日のコーチ・一軍監督などを歴任した後に、2023年から解説者に就任。CBCテレビ・CBCラジオ・東海テレビなどでの中継でも解説している）
- 里崎智也（元ロッテ捕手で、2023年から出演。ニッポン放送・千葉テレビ・MBSラジオなどの中継でも解説している）

以下の解説者は、『ナマ虎スタジアム』（テレビ大阪）の阪神戦中継にも出演。
- 井端弘和（元中日・巨人内野手、巨人コーチ。野球日本代表などのコーチ職と並行しながら、2020年から出演。東海テレビ・日本テレビ・東海ラジオ・ニッポン放送・広島ホームテレビなどでも解説している）
- 福留孝介（中日・阪神とMLBシカゴ・ホワイトソックスの元・選手で、中日への復帰・現役引退を経て2023年から出演。東海テレビ・東海ラジオ・MBSラジオなどでも解説している）

### 過去（2022年以前）の解説者
レギュラー解説者
- 井上弘昭（初代解説者、1986年 - 1991年。現:中日スポーツ評論家）
- 中利夫（1991年 - 1996年。元・中日ドラゴンズ外野手・監督）
- 鹿島忠（元中日ドラゴンズ投手。東海ラジオ解説者兼。1997年 - 2000年。後に中日・楽天の投手コーチを経て、2007年から東海テレビ・東海ラジオで野球解説者としての活動を再開したが、当番組でも2011年のみゲスト扱いで6試合の解説を担当した。
- 法元英明（2001年 - 2003年。東海ラジオ解説者兼）
- 稲葉光雄（2002年 - 2008年。東海ラジオ解説者兼）
- 種田仁（2009年）
- 仁村薫（2010年。現：農業経営者）

ゲスト解説者
- 近藤真市（2001年。元・中日ドラゴンズ投手で、出演当時は中日のスカウト。現：岐阜聖徳学園大学硬式野球部監督）
- 都裕次郎（2001年。元・中日ドラゴンズ投手。出演当時は中日スコアラー、その後投手コーチを経て再びスコアラー）
- 川崎憲次郎（2005年 - 2009年。元中日ドラゴンズ投手。元ニッポン放送プロ野球解説者、元テレビ東京プロ野球解説者。現:J SPORTS野球解説者）[27]
- 三沢淳（元中日ドラゴンズ投手。元衆議院議員）[28]
- 立浪和義（2010年 - 2021年。本数契約。現：中日ドラゴンズ監督）
- 田尾安志（2012年 - 2022年。元中日・西武・阪神外野手および楽天監督で、フジテレビ・東海テレビ・関西テレビ・ニッポン放送の解説者を兼務）※2020年のみ、琉球ブルーオーシャンズシニアディレクター兼打撃総合コーチの職務と並行しながら出演していた。
- 野村克也（2012年 - 2020年） ※年に一度のゲスト解説として出演していた。
- 落合英二（2013年 - 2014年。現：中日ドラゴンズヘッドコーチ）
- 江本孟紀（2016年7月 - 2019年。元東映・南海・阪神投手） ※フジテレビ・ニッポン放送解説者で、当番組では2018年まで中継の進行役も兼ねていた。
- 森野将彦（2020年 - 2021年。本数契約。現・中日ドラゴンズ打撃コーチ）

## 実況・ベンチリポート・進行

### 現在
テレビ愛知では、2016年6月30日の人事異動を境に、2021年の途中まで現役のスポーツアナウンサーが不在。2018年までは、スポーツ実況の経験者を局内の他部署や他局から補充したり、フリーランスのスポーツアナウンサーに中継の実況を任せたりするなどの措置も講じていなかった。このような事情を背景に、2016年6月から2017年までは、2人の解説者だけで中継を進行していた。
2018年には、実況やベンチリポートには携わらない「進行役」として、スポーツアナウンサーではない岡田愛マリー（テレビ愛知アナウンサー）を起用。石原敬士（愛知県出身・名古屋市在住のフリーアナウンサー）がベンチリポーターを務めた。
2019年からは、石原が実況専任で出演。中日のホームゲームを『東海ラジオ ガッツナイター』と同時に中継する場合には、中日側のベンチリポートを担当する東海ラジオのスポーツアナウンサーが当番組のリポーターも務める。なお、石原は2019年に試合終了後のヒーローインタビュアーも担当していたが、2020年からはベンチリポーターを務める東海ラジオのアナウンサーへ一任している。
2021年にも中継カードの大半を石原が実況していたが、年内最後の中継カードであった9月28日の中日対巨人戦（詳細前述）で、テレビ愛知アナウンサーの石井俊大（前年4月に瀬戸内海放送から移籍）が実況デビューを果たした。同局の現職アナウンサーによる実況は、2016年6月18日の中日対ロッテ戦（岐阜長良川球場）中継（詳細前述）で高木大介が担当して以来5年3ヶ月振りである。
2022年からは、石原・石井に加えて、谷口廣明（フリーアナウンサー）が一部のカードで実況を担当。土・日曜日に中日主催のデーゲームを東海ラジオと同時に中継する場合には、この年から東海ラジオで両曜日の当該試合中継に限ってリポーターを務める三浦志麻（タレントで元・チアドラゴンズリーダー）が当番組へ出演しないため、同局から1名のアナウンサーを当番組のベンチリポーターとして別途派遣している。

### 過去（侍スタジアム以前を含む）
特記しない限り、出演の時点でテレビ愛知のアナウンサー。
- 土居壮（テレビ東京出身のフリーアナウンサー） - テレビ愛知制作『土曜競馬中継』の実況として出演し始めたころと同じく数年間担当。
- 亀関開（東海ラジオ出身のフリーアナウンサー） - ナゴヤドームからテレビ愛知として初めて中継したオリックスとのオープン戦では実況を担当した。
- 福井豊治（中部日本放送出身のフリーアナウンサー）
- 陶山慎晃 - ベンチリポートのみを担当。
- 難波江孝之 - 記者時代にベンチリポートのみを担当。
- 改野由佳 - 2007年の開幕2戦目中継より。当初はベンチリポートのみで、開幕戦中継などを中心に不定期で出演していた。先述の通り、2012年には実況担当試合もあった。
- 高木大介 - 主に実況を担当。全国放送や自社制作でないビジター中継ではベンチリポートを担当。
- 中本克樹 - ベンチリポートを担当することが多かったが、高木が実況担当中心になるまでは実況をメインに担当していた。
- 岡田愛マリー

亀関と福井は、テレビ愛知の開局当初から、在名他局のOB（事実上のテレビ愛知専属）アナウンサーとして中日戦の中継に関わっていた。

## ゲスト
落合信子夫人や原田幸哉など、過去に他の在名局のドラゴンズ戦には出演していない人物が登場していた。
- 落合信子（～2007年。中日ドラゴンズ落合博満監督夫人。在名テレビ局の中日戦中継では唯一の登場。2007年頃まではナゴヤドーム以外の試合やビジター戦を積極的に中継していたこともあり、ビジターの横浜スタジアムや主催試合の長良川球場等でも登場した）
- 原田幸哉（愛知県出身の競艇選手。井端弘和と仲が良い事もあってか、2007年8月7日のナゴヤドームの広島戦にゲスト出演した）
- つぶやきシロー（2011年8月2日・10月4日、ヤクルト戦(ナゴヤドーム)で｢つぶやきナイター｣と題してゲスト出演。ちなみにつぶやき自身は中日ファンで、中日の応援をする為に愛知の大学に進学したというエピソードがある）
- 板東英二（2011年8月30日、阪神戦に20時頃から出演。この日はBSジャパンでも同時ネットされていた。板東自身は過去にTVAで放送されていた自社制作の冠番組にタレントとして出演していた）